# Антті-Юссі Ніємі
Антті-Юссі Ніємі (фін. Antti-Jussi Niemi; народився 22 вересня 1977 у м. Вантаа, Фінляндія) — фінський хокеїст, захисник. 
Вихованець хокейної школи ЕВУ. Виступав за «Йокеріт» (Гельсінкі), «Анагайм Дакс», «Цинциннаті Майті-Дакс» (АХЛ), «Фрелунда» (Гетеборг), «Лада» (Тольятті), ХК «Лександс», «Йокеріт» (Гельсінкі). 
В чемпіонатах НХЛ — 29 матчів (1+1). В чемпіонатах Фінляндії — 453 матчі (28+71), у плей-оф — 51 матч (0+7). В чемпіонатах Швеції — 243 матчі (13+42), у плей-оф — 48 матчів (5+3).
У складі національної збірної Фінляндії учасник зимових Олімпійських ігор 2006 (8 матчів, 0+0), учасник чемпіонатів світу 1998, 1999, 2000, 2001, 2004, 2005 і 2008 (62 матчі, 4+5). У складі молодіжної збірної Фінляндії учасник чемпіонатів світу 1996 і 1997. У складі юніорської збірної Фінляндії учасник чемпіонату Європи 1995.
Досягнення
- Бронзовий призер зимових Олімпійських ігор (2006)
- Срібний призер чемпіонату світу (1998, 1999, 2001), бронзовий призер (2000)
- Чемпіон Фінляндії (1996, 1997), срібний призер (2000), бронзовий призер (1998, 2012)
- Чемпіон Швеції (2005), срібний призер (2006)
- Володар Континентального кубка (2003)
- Переможець юніорського чемпіонату Європи (1995).